# Vueltas de la vida
Vueltas de la vida es una película de Argentina dirigida por Fabio Junco y Julio Midú sobre su propio guion que se estrenó en enero de 2000 en el salón de la Biblioteca Municipal de Saladillo y al mes siguiente se exhibió en el Canal 5 de la misma ciudad. Fue protagonizada por Graciela Inés Navata.

## Producción y premio
La película fue rodada en la ciudad de Saladillo con la participación exclusiva de residentes y recibió el Premio Martín Fierro del Interior en el rubro “Mejor unitario”.

## Sinopsis
Dos jóvenes que están enamorados luchan para vencer los obstáculos que afectan sus vidas.

## Comentarios
Mariano del Mazo dijo en Clarín:

”La película abunda en una estética kitsch: canciones italianas de fondo, diálogos inverosímiles y actuaciones con recursos similares a los del Dr. Django de ‘Todo por dos pesos’”.